# You Are the Only One (песня Эмили Осмент)
You Are the Only One – песня  американской певицы Эмили Осмент. Для цифрового скачивания она была выпущена к 27 февраля 2010 в качестве второго сингла  из дебютного мини-альбома Эмили All the Right Wrongs.. Песню посчитали неудачной, и поэтому, она не участвовала в чартах.

## Происхождение
Сингл «All the Way Up» был написан Эмили Осмент, вместе с Джеймсом Максвеллом Коллинсом и Антонио Фагенсоном. Песня была записана в то время, когда Эмили снималась в хитовом шоу Канала Дисней Ханна Монтана. В своём интервью она рассказала, что песня была закончена после 3-х месяцев работы над ней. Это был пятый трек из дебютного мини-альбома Осмент All the Right Wrongs. Первоначально, «You Are the Only One» должен был стать синглом альбома, но позже, Осмент решила выпустить синглом All the Way Up.

## Композиция
Ответы критиков о песне «You Are the Only One», как правило, смешанные. Эндрю Лихи из Allmusic сказал: «Наигравшись с жанрами поп и кантри на своих ранних записях, Эмили Осмент приняла новый, рок-н-рольный облик на дебютном EP All the Right Wrongs». Они также говорят о том, что «Несмотря на некоторые довольно запоминающиеся песни, Осмент никогда не качает себе славу от машин Disney». Во время обзора альбома на absolutepunk.net критики рассказали, что песня «You Are the Only One» самая тошнотворная. Они также добавили, что Осмент страдает серьёзным кризисом идентичности (имеется в виду её подписание контракта с Wind-up Records вместо Hollywood Records).

## Музыкальное видео

### Концепция
Официальное видео на песню «You Are the Only One» снял режиссёр Аарон А. Режиссёр работал со многими известными артистами, такими как Нелли Фуртадо на видео «Do It», видеографией группы Down with Webster и певицей Фифи Добсон. Ролик был снят в январе прошлого года, и был выпущен 26 февраля 2010 года, за один день до даты выпуска этой песни. На видео показана чистая любовь.

## Промо
В отличие от предыдущей песни Осмент (их она записывала как саундтреки к фильмам Дисней), «You Are the Only One» не получили никаких рецензий от Disney Channel, так как Осмент записала диск вместе с Wind-up Records вместо Hollywood Records. Эмили Осмент также гастролировала со своим туром Clap Your Hands, вместе с предыдущим синглом «All the Way Up». Ещё она гастролировала в Канаде, где презентовала свои песни. Она также исполнила множество песен на местной телевизионной станции Orange Loung, Universal Citywalk, и на концерте Walmart. 25 марта 2010 Осмент выступила на телешоу Good Day New York.

## Список композиций
Сингл версия
| №  | Название               | Автор(ы)                                                | Длительность |
| -- | ---------------------- | ------------------------------------------------------- | ------------ |
| 1. | «You Are the Only One» | Эмили Осмент, Антонио Фагенсон, Джеймс Максвелл Коллинс | 2:56         |

## Чарты
| Чарты (2009)               | Максимальная позиция |
| -------------------------- | -------------------- |
| Канада (Digital Songs)     | 63                   |
| Канада (Digital Pop Songs) | 31                   |